# Guntersblum
Guntersblum là một xã thuộc liên xã Rhein-Selz, huyện Mainz-Bingen, bang Rheinland-Pfalz, nằm trong chùm đô thị Frankfurt/Rhein-Main, Đức.

## Địa lý

### Vị trí
Guntersblum nằm bên bờ trái của sông Rhein giữa Mainz và Worms, ngay trên tuyến đường sắt Mainz-Ludwigshafen và cách Mainz khoảng 25 km về phía nam.
Tổng diện tích của đô thị là 1.668 ha, trong đó đất nông nghiệp và lâm nghiệp là 1.373 ha, và 550 ha đất này được sử dụng để trồng nho. Các khu vực trồng rượu vang bao gồm Guntersblumer Vögelsgärten và Oppenheimer Krötenbrunnen trong khi các vườn nho riêng lẻ là Steinberg, Authental, Steigterassen, Bornpfad, Kreuzkapelle, Eiserne Hand, St. Julianenbrunnen và Sonnenhang.